# Bartolomeu Jacinto Quissanga
Bartolomeu Jacinto Quissanga, meglio noto come Bastos (Luanda, 23 novembre 1991), è un calciatore angolano, difensore del Botafogo e della nazionale angolana.

## Biografia
Il 3 gennaio 2020 si è sposato con la presentatrice televisiva Nerika Araújo Palhares. Ha un fratello chiamato Nandinho, anch'egli calciatore.

### Botafogo
Nell'agosto 2023, il Botafogo ha annunciato la firma del difensore con un contratto fino alla fine del 2024. Bastos era all'Al-Ahli, in Arabia Saudita.

## Caratteristiche tecniche
È un difensore centrale di piede destro. Bravo nel recuperare palloni, dispone di buona tecnica, velocità e forza fisica, oltre a essere aggressivo (e talvolta irruento) in marcatura e nei contrasti, in più gli piace tenere la palla tra i piedi. Bravo nei colpi di testa, è più adatto a giocare in una difesa a 3 che a 4.

## Carriera

### Club

#### Gli inizi
Tra il 2011 ed il 2013 ha giocato in Angola con il Petro Atlético scendendo in campo in 105 partite dove segna 6 reti vincendo anche una Coppa d'Angola e una Supercoppa d'Angola. Proprio in questi tre anni si mette sotto i riflettori di alcuni club europei.

#### Rostov

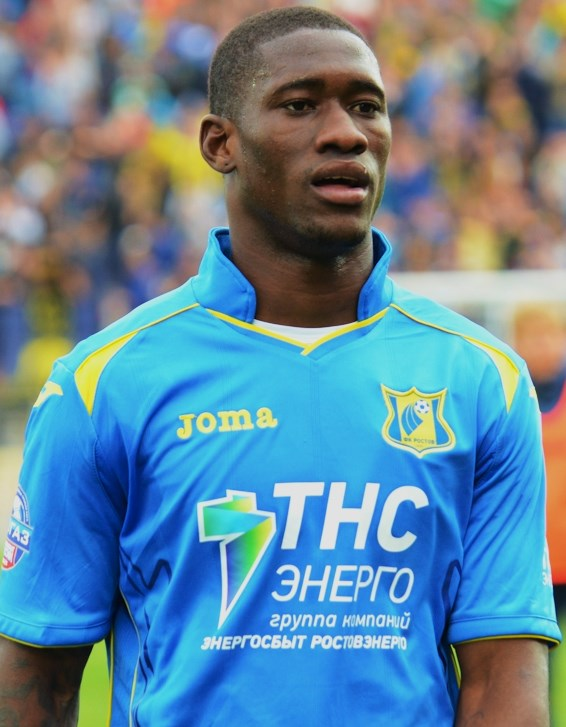
Bastos, nel 2014, con la maglia del.

L'11 luglio 2013 viene acquistato dal club russo del Rostov. L'esordio arriva il 27 luglio successivo in occasione della vittoria casalinga, per 3-0, contro il Tom' Tomsk. L'8 maggio 2014, partendo da titolare e venendo anche espulso in partita in corso, vince la sua prima Coppa di Russia poiché la sua squadra si impone ai calci di rigore sul Krasnodar. La sua prima stagione in Russia si conclude con 21 presenze.
Il 21 agosto 2014 disputa la sua prima partita di Europa League in occasione del play-off perso, per 2-0, contro i turchi del Trabzonspor. Il 26 aprile 2015 mette a segno la sua prima rete in terra russa in occasione della partita pareggiata, per 2-2, contro la Dinamo Mosca andando a siglare la rete che chiuse le marcature. Il 7 giugno successivo lui e la sua squadra riescono a salvarsi dalla retrocessione battendo nel play-out il Tosno con un complessivo di 5-1. La seconda stagione con la maglia del Rostov si chiude con 32 presenze e 1 rete.
Nella terza stagione in Russia risulta essere quella della consacrazione poiché a fine stagione viene eletto miglior difensore del campionato russo. La sua squadra si piazza al secondo posto arrivando dietro al CSKA Mosca con soli due punti di differenza. Tale risultato porta alla prima storica qualificazione del club per la Champions League. In tale stagione disputa 26 partite dove mette a segno 3 reti.
Il 3 agosto 2016 disputa la sua prima partita in Champions League in occasione del turno preliminare vinto, per 0-2, contro i belgi dell'Anderlecht.

#### Lazio
Il 17 agosto 2016 passa ufficialmente al club italiano della Lazio per circa 6,5 milioni di euro. L'esordio arriva il 27 agosto successivo in occasione della sconfitta casalinga, per 0-1, contro la Juventus, in cui disputa una buona prestazione in marcatura su Gonzalo Higuaín. Il 17 maggio 2017 perde la finale di Coppa Italia poiché la sua squadra viene superata, per 2-0, dalla Juventus. Conclude la sua prima stagione in Italia con un bottino di 14 presenze.
Il 13 agosto 2017 vince il suo primo titolo in maglia biancoceleste poiché la Lazio si impone, per 2-3, sulla Juventus nella partita valida per l'assegnazione della Supercoppa italiana 2017. Il 14 settembre successivo disputa la sua prima partita di Europa League in maglia biancoceleste in occasione della trasferta vinta, per 2-3, contro gli olandesi del Vitesse. Tre giorni più tardi mette a segno la sua prima marcatura in Serie A in occasione della trasferta vinta, per 2-3, contro il Genoa. Il 22 febbraio 2018 sigla la sua prima rete in Europa League, in occasione del sedicesimo di finale vinto, per 5-1, contro i rumeni del FCSB. Chiude la stagione con la vittoria della Supercoppa italiana, 28 presenze e 5 reti messe a segno. Il 15 maggio 2019 vince la coppa Italia battendo 2-0 l'Atalanta.
Il 22 dicembre 2019 vince la Supercoppa Italiana battendo 3-1 la Juventus.
Dopo 4 stagioni in cui non è mai stato titolare fisso, all'inizio della stagione 2020-2021 rimedia un infortunio nel pareggio per 1-1 contro l'Inter, finendo poi ai margini della squadra.

#### Al-Ain, ritorno al Rostov e Al-Ahli
Il 22 ottobre 2020 viene ceduto a titolo definitivo all'Al-Ain Saudi per 800.000 euro.
Il 5 agosto 2021 fa ritorno al Rostov, a cui si lega per un anno in prestito.
L'8 settembre 2022 diventa un nuovo giocatore dell'Al-Ahli, firmando un contratto annuale valido fino al 30 giugno 2023. Termina la sua avventura in quel di Gedda con 24 presenze e 3 gol stagionali, tornando svincolato, dal 1º luglio 2023, come da contratto.

### Nazionale
Il 10 agosto 2011 esordisce con la maglia della nazionale angolana in occasione dell'amichevole pareggiata, per 0-0, contro la Liberia.
Il 28 dicembre 2012 viene inserito da Gustavo Ferrín nella lista provvisoria dei 27 giocatori per partecipare alla Coppa delle nazioni africane 2013, per poi venire confermato nella lista dei 23 che parteciperanno ufficialmente alla competizione l'8 gennaio 2013. L'esordio nel torneo arriva il 19 gennaio successivo in occasione della prima partita, della fase a gironi, pareggiata, per 0-0, contro il Marocco. L'esperienza nella Coppa d'Africa 2013 si conclude alla fase a gironi dove ottiene 3 presenze.
Il 28 maggio 2014 segna la prima rete con la maglia della nazionale in occasione dell'amichevole vinta, per 2-0, contro il Marocco.

## Statistiche

### Presenze e reti nei club
Statistiche aggiornate al 7 febbraio 2025.
| Stagione        | Squadra         | Campionato      | Campionato | Campionato | Coppe nazionali | Coppe nazionali | Coppe nazionali | Coppe continentali | Coppe continentali | Coppe continentali | Altre coppe | Altre coppe | Altre coppe | Totale | Totale |
| Stagione        | Squadra         | Comp            | Pres       | Reti       | Comp            | Pres            | Reti            | Comp               | Pres               | Reti               | Comp        | Pres        | Reti        | Pres   | Reti   |
| --------------- | --------------- | --------------- | ---------- | ---------- | --------------- | --------------- | --------------- | ------------------ | ------------------ | ------------------ | ----------- | ----------- | ----------- | ------ | ------ |
| 2013-2014       | Rostov          | PL              | 17         | 0          | CR              | 4               | 0               | -                  | -                  | -                  | -           | -           | -           | 21     | 0      |
| 2014-2015       | Rostov          | PL              | 27+2       | 1          | CR              | 0               | 0               | UEL                | 2                  | 0                  | SR          | 1           | 0           | 32     | 1      |
| 2015-2016       | Rostov          | PL              | 26         | 3          | CR              | 0               | 0               | -                  | -                  | -                  | -           | -           | -           | 26     | 3      |
| lug.-ago. 2016  | Rostov          | PL              | 3          | 0          | CR              | 0               | 0               | UCL                | 2                  | 0                  | -           | -           | -           | 5      | 0      |
| 2016-2017       | Lazio           | A               | 11         | 0          | CI              | 3               | 0               | -                  | -                  | -                  | -           | -           | -           | 14     | 0      |
| 2017-2018       | Lazio           | A               | 21         | 4          | CI              | 1               | 0               | UEL                | 6                  | 1                  | SI          | 0           | 0           | 28     | 5      |
| 2018-2019       | Lazio           | A               | 18         | 1          | CI              | 5               | 0               | UEL                | 5                  | 0                  | -           | -           | -           | 28     | 1      |
| 2019-2020       | Lazio           | A               | 16         | 1          | CI              | 1               | 1               | UEL                | 5                  | 1                  | SI          | 0           | 0           | 22     | 3      |
| ago.-ott. 2020  | Lazio           | A               | 2          | 0          | CI              | -               | -               | UCL                | -                  | -                  | -           | -           | -           | 2      | 0      |
| Totale Lazio    | Totale Lazio    | Totale Lazio    | 68         | 6          |                 | 10              | 1               |                    | 16                 | 2                  |             | -           | -           | 94     | 9      |
| 2020-2021       | Al-Ain Saudi    | SPL             | 22         | 2          | KC              | 2               | 0               | -                  | -                  | -                  | -           | -           | -           | 24     | 2      |
| 2021-2022       | Rostov          | PL              | 14         | 1          | CR              | 1               | 0               | -                  | -                  | -                  | -           | -           | -           | 15     | 1      |
| Totale Rostov   | Totale Rostov   | Totale Rostov   | 87+2       | 5          |                 | 5               | 0               |                    | 4                  | 0                  |             | 1           | 0           | 99     | 5      |
| 2022-2023       | Al-Ahli         | PD              | 24         | 3          | -               | -               | -               | -                  | -                  | -                  | -           | -           | -           | 24     | 3      |
| ago.-dic. 2023  | Botafogo        | A/RJ+A          | 0+4        | 0          | CB              | 0               | 0               | CS                 | 0                  | 0                  | -           | -           | -           | 4      | 0      |
| 2024            | Botafogo        | A/RJ+A          | 10+32      | 1+3        | CB              | 3               | 0               | CL                 | 10                 | 0                  | CI          | 0           | 0           | 55     | 4      |
| 2025            | Botafogo        | A/RJ+A          | 1+0        | 0          | CB              | 0               | 0               | CL                 | 0                  | 0                  | SB+RS       | 0           | 0           | 1      | 0      |
| Totale Botafogo | Totale Botafogo | Totale Botafogo | 11+36      | 1+3        |                 | 3               | 0               |                    | 10                 | 0                  |             | 0           | 0           | 60     | 4      |
| Totale carriera | Totale carriera | Totale carriera | 250        | 20         |                 | 20              | 1               |                    | 30                 | 2                  |             | 1           | 0           | 301    | 23     |

### Cronologia presenze e reti in nazionale
| Cronologia completa delle presenze e delle reti in nazionale ― Angola | Cronologia completa delle presenze e delle reti in nazionale ― Angola | Cronologia completa delle presenze e delle reti in nazionale ― Angola | Cronologia completa delle presenze e delle reti in nazionale ― Angola | Cronologia completa delle presenze e delle reti in nazionale ― Angola | Cronologia completa delle presenze e delle reti in nazionale ― Angola | Cronologia completa delle presenze e delle reti in nazionale ― Angola | Cronologia completa delle presenze e delle reti in nazionale ― Angola |
| Data                                                                  | Città                                                                 | In casa                                                               | Risultato                                                             | Ospiti                                                                | Competizione                                                          | Reti                                                                  | Note                                                                  |
| --------------------------------------------------------------------- | --------------------------------------------------------------------- | --------------------------------------------------------------------- | --------------------------------------------------------------------- | --------------------------------------------------------------------- | --------------------------------------------------------------------- | --------------------------------------------------------------------- | --------------------------------------------------------------------- |
| 10-8-2011                                                             | Monrovia                                                              | Liberia                                                               | 0 – 0                                                                 | Angola                                                                | Amichevole                                                            | -                                                                     | 90+1’                                                                 |
| 27-8-2011                                                             | Dundo                                                                 | Angola                                                                | 1 – 2                                                                 | Rep. del Congo                                                        | Amichevole                                                            | -                                                                     |                                                                       |
| 18-12-2011                                                            | Dundo                                                                 | Angola                                                                | 1 – 0                                                                 | Zambia                                                                | Amichevole                                                            | -                                                                     | 46’                                                                   |
| 16-5-2012                                                             | Luanda                                                                | Angola                                                                | 0 – 0                                                                 | Zambia                                                                | Amichevole                                                            | -                                                                     | 75’                                                                   |
| 29-5-2012                                                             | Estoril                                                               | Angola                                                                | 0 – 0                                                                 | Macedonia                                                             | Amichevole                                                            | -                                                                     |                                                                       |
| 3-5-2012                                                              | Luanda                                                                | Angola                                                                | 1 – 1                                                                 | Uganda                                                                | Qual. Mondiali 2014                                                   | -                                                                     |                                                                       |
| 10-6-2012                                                             | Monrovia                                                              | Liberia                                                               | 0 – 0                                                                 | Angola                                                                | Qual. Mondiali 2014                                                   | -                                                                     |                                                                       |
| 15-8-2012                                                             | Benguela                                                              | Angola                                                                | 2 – 0                                                                 | Mozambico                                                             | Amichevole                                                            | -                                                                     |                                                                       |
| 9-9-2012                                                              | Harare                                                                | Zimbabwe                                                              | 3 – 1                                                                 | Angola                                                                | Qual. Coppa d'Africa 2013                                             | -                                                                     |                                                                       |
| 14-10-2012                                                            | Luanda                                                                | Angola                                                                | 2 – 0                                                                 | Zimbabwe                                                              | Qual. Coppa d'Africa 2013                                             | -                                                                     | 21’                                                                   |
| 14-11-2012                                                            | Estoril                                                               | Angola                                                                | 1 – 1                                                                 | Rep. del Congo                                                        | Amichevole                                                            | -                                                                     |                                                                       |
| 15-12-2012                                                            | Benguela                                                              | Angola                                                                | 1 – 1                                                                 | Gambia                                                                | Amichevole                                                            | -                                                                     |                                                                       |
| 19-12-2012                                                            | Lubango                                                               | Angola                                                                | 1 – 0                                                                 | Camerun                                                               | Amichevole                                                            | -                                                                     |                                                                       |
| 22-12-2012                                                            | Luanda                                                                | Angola                                                                | 1 – 0                                                                 | Ruanda                                                                | Amichevole                                                            | -                                                                     |                                                                       |
| 19-1-2013                                                             | Johannesburg                                                          | Angola                                                                | 0 – 0                                                                 | Marocco                                                               | Coppa d'Africa 2013 - 1º turno                                        | -                                                                     |                                                                       |
| 23-1-2013                                                             | Durban                                                                | Sudafrica                                                             | 2 – 0                                                                 | Angola                                                                | Coppa d'Africa 2013 - 1º turno                                        | -                                                                     |                                                                       |
| 27-1-2013                                                             | Port Elizabeth                                                        | Capo Verde                                                            | 2 – 1                                                                 | Angola                                                                | Coppa d'Africa 2013 - 1º turno                                        | -                                                                     |                                                                       |
| 23-3-2013                                                             | Conakry                                                               | Senegal                                                               | 1 – 1                                                                 | Angola                                                                | Qual. Mondiali 2014                                                   | -                                                                     | 38’                                                                   |
| 7-6-2013                                                              | Luanda                                                                | Angola                                                                | 1 – 1                                                                 | Senegal                                                               | Qual. Mondiali 2014                                                   | -                                                                     |                                                                       |
| 15-6-2013                                                             | Kampala                                                               | Uganda                                                                | 2 – 1                                                                 | Angola                                                                | Qual. Mondiali 2014                                                   | -                                                                     |                                                                       |
| 23-6-2013                                                             | Mbabane                                                               | eSwatini                                                              | 0 – 1                                                                 | Angola                                                                | Qual. Campionato delle Nazioni Africane 2014                          | -                                                                     |                                                                       |
| 29-6-2013                                                             | Luanda                                                                | Angola                                                                | 1 – 0                                                                 | eSwatini                                                              | Qual. Campionato delle Nazioni Africane 2014                          | -                                                                     |                                                                       |
| 28-5-2014                                                             | Faro                                                                  | Angola                                                                | 2 – 0                                                                 | Marocco                                                               | Amichevole                                                            | 1                                                                     | 87’                                                                   |
| 6-9-2014                                                              | Libreville                                                            | Gabon                                                                 | 1 – 0                                                                 | Angola                                                                | Qual. Coppa d'Africa 2015                                             | -                                                                     |                                                                       |
| 10-9-2014                                                             | Luanda                                                                | Angola                                                                | 0 – 3                                                                 | Burkina Faso                                                          | Qual. Coppa d'Africa 2015                                             | -                                                                     |                                                                       |
| 10-10-2014                                                            | Maseru                                                                | Lesotho                                                               | 0 – 0                                                                 | Angola                                                                | Qual. Coppa d'Africa 2015                                             | -                                                                     | 83’                                                                   |
| 15-10-2014                                                            | Luanda                                                                | Angola                                                                | 4 – 0                                                                 | Lesotho                                                               | Qual. Coppa d'Africa 2015                                             | 1                                                                     | 74’                                                                   |
| 15-11-2014                                                            | Luanda                                                                | Angola                                                                | 0 – 0                                                                 | Gabon                                                                 | Qual. Coppa d'Africa 2015                                             | -                                                                     |                                                                       |
| 19-11-2014                                                            | Ouagadougou                                                           | Burkina Faso                                                          | 1 – 1                                                                 | Angola                                                                | Qual. Coppa d'Africa 2015                                             | -                                                                     |                                                                       |
| 13-6-2015                                                             | Lubango                                                               | Angola                                                                | 4 – 0                                                                 | Rep. Centrafricana                                                    | Qual. Coppa d'Africa 2017                                             | -                                                                     |                                                                       |
| 6-9-2015                                                              | Antananarivo                                                          | Madagascar                                                            | 0 – 0                                                                 | Angola                                                                | Qual. Coppa d'Africa 2017                                             | -                                                                     | cap.                                                                  |
| 13-11-2015                                                            | Benguela                                                              | Angola                                                                | 1 – 3                                                                 | Sudafrica                                                             | Qual. Mondiali 2018                                                   | -                                                                     | cap.                                                                  |
| 17-11-2015                                                            | Durban                                                                | Sudafrica                                                             | 1 – 0                                                                 | Angola                                                                | Qual. Mondiali 2018                                                   | -                                                                     | cap.                                                                  |
| 26-3-2016                                                             | Kinshasa                                                              | Rep. del Congo                                                        | 2 – 1                                                                 | Angola                                                                | Qual. Coppa d'Africa 2017                                             | -                                                                     |                                                                       |
| 29-3-2016                                                             | Luanda                                                                | Angola                                                                | 0 – 2                                                                 | Rep. del Congo                                                        | Qual. Coppa d'Africa 2017                                             | -                                                                     | 45’ 46’                                                               |
| 25-3-2017                                                             | Maputo                                                                | Mozambico                                                             | 2 – 0                                                                 | Angola                                                                | Amichevole                                                            | -                                                                     |                                                                       |
| 28-3-2017                                                             | East London                                                           | Sudafrica                                                             | 0 – 0                                                                 | Angola                                                                | Amichevole                                                            | -                                                                     |                                                                       |
| 21-3-2018                                                             | Ndola                                                                 | Sudafrica                                                             | 1 – 1 dts (6 – 5 dtr)                                                 | Angola                                                                | Amichevole                                                            | -                                                                     |                                                                       |
| 24-3-2018                                                             | Ndola                                                                 | Zimbabwe                                                              | 2 – 2 dts (2 – 4 dtr)                                                 | Angola                                                                | Amichevole                                                            | -                                                                     |                                                                       |
| 9-9-2018                                                              | Luanda                                                                | Angola                                                                | 1 – 0                                                                 | Botswana                                                              | Qual. Coppa d'Africa 2019                                             | -                                                                     |                                                                       |
| 12-10-2018                                                            | Luanda                                                                | Angola                                                                | 4 – 1                                                                 | Mauritania                                                            | Qual. Coppa d'Africa 2019                                             | -                                                                     |                                                                       |
| 16-10-2018                                                            | Nouakchott                                                            | Mauritania                                                            | 1 – 0                                                                 | Angola                                                                | Qual. Coppa d'Africa 2019                                             | -                                                                     |                                                                       |
| 18-11-2018                                                            | Luanda                                                                | Angola                                                                | 2 – 1                                                                 | Burkina Faso                                                          | Qual. Coppa d'Africa 2019                                             | -                                                                     |                                                                       |
| 22-3-2019                                                             | Gaborone                                                              | Botswana                                                              | 0 – 1                                                                 | Angola                                                                | Qual. Coppa d'Africa 2019                                             | -                                                                     |                                                                       |
| 24-6-2019                                                             | Suez                                                                  | Tunisia                                                               | 1 – 1                                                                 | Angola                                                                | Coppa d'Africa 2019 - 1º turno                                        | -                                                                     |                                                                       |
| 29-6-2019                                                             | Suez                                                                  | Mauritania                                                            | 0 – 0                                                                 | Angola                                                                | Coppa d'Africa 2019 - 1º turno                                        | -                                                                     |                                                                       |
| 2-7-2019                                                              | Ismailia                                                              | Angola                                                                | 0 – 1                                                                 | Mali                                                                  | Coppa d'Africa 2019 - 1º turno                                        | -                                                                     | 90+2’                                                                 |
| 6-9-2019                                                              | Bakau                                                                 | Gambia                                                                | 0 – 1                                                                 | Angola                                                                | Qual. Mondiali 2022                                                   | -                                                                     |                                                                       |
| 10-9-2019                                                             | Luanda                                                                | Angola                                                                | 2 – 1                                                                 | Gambia                                                                | Qual. Mondiali 2022                                                   | -                                                                     |                                                                       |
| 13-11-2019                                                            | Luanda                                                                | Angola                                                                | 1 – 3                                                                 | Gambia                                                                | Qual. Coppa d'Africa 2021                                             | -                                                                     | cap.                                                                  |
| 17-11-2019                                                            | Libreville                                                            | Gabon                                                                 | 2 – 1                                                                 | Angola                                                                | Qual. Coppa d'Africa 2021                                             | -                                                                     | 86’                                                                   |
| 29-3-2021                                                             | Benguela                                                              | Angola                                                                | 2 – 0                                                                 | Gabon                                                                 | Qual. Coppa d'Africa 2021                                             | -                                                                     | cap.                                                                  |
| 1-9-2021                                                              | Il Cairo                                                              | Egitto                                                                | 1 – 0                                                                 | Angola                                                                | Qual. Mondiali 2022                                                   | -                                                                     | cap.                                                                  |
| 7-9-2021                                                              | Luanda                                                                | Angola                                                                | 0 – 1                                                                 | Libia                                                                 | Qual. Mondiali 2022                                                   | -                                                                     | cap.                                                                  |
| 5-9-2024                                                              | Kumasi                                                                | Ghana                                                                 | 0 – 1                                                                 | Angola                                                                | Qual. Coppa d'Africa 2025                                             | -                                                                     |                                                                       |
| 8-9-2024                                                              | Talatona                                                              | Angola                                                                | 2 – 1                                                                 | Sudan                                                                 | Qual. Coppa d'Africa 2025                                             | -                                                                     | 78’                                                                   |
| 11-10-2024                                                            | Luanda                                                                | Angola                                                                | 2 – 0                                                                 | Niger                                                                 | Qual. Coppa d'Africa 2025                                             | -                                                                     |                                                                       |
| 15-10-2024                                                            | Niamey                                                                | Niger                                                                 | 0 – 1                                                                 | Angola                                                                | Qual. Coppa d'Africa 2025                                             | -                                                                     |                                                                       |
| 15-11-2024                                                            | Talatona                                                              | Angola                                                                | 1 – 1                                                                 | Ghana                                                                 | Qual. Coppa d'Africa 2025                                             | -                                                                     |                                                                       |
| Totale                                                                |                                                                       | Presenze                                                              | 59                                                                    |                                                                       | Reti                                                                  | 2                                                                     |                                                                       |

## Palmarès

### Competizioni nazionali
- Coppa d'Angola: 1

Petro Atlético: 2012
- Supercoppa d'Angola: 1

Petro Atlético: 2013
- Coppa di Russia: 1

Rostov: 2013-2014
- Supercoppa italiana: 2

Lazio: 2017, 2019
- Coppa Italia: 1

Lazio: 2018-2019
- Campionato brasiliano: 1

Botafogo: 2024

### Competizioni internazionali
- Coppa Libertadores: 1

Botafogo: 2024